# Hot Lead and Cold Feet
Hot Lead and Cold Feet (bra: Chumbo Quente e Pé Frio) é um filme estadunidense de 1978, dos gêneros aventura, comédia e western, dirigido por Robert Butler para a Walt Disney Productions.

## Elenco
- Jim Dale...Jasper/Wild Billy/Eli
- Karen Valentine...Jenny
- Don Knotts...Denver
- Darren McGavin...Ragsdale
- Debbie Lytton...Roxane
- Michael Sharrett...Marcus
- Jack Elam...Rattlesnake
- John Williams...Mansfield
- Warren Vanders ...Boss Snead

## Sinopse
Na pequena cidade do Velho Oeste chamada Bloodshy (Arizona), os irmãos gêmeos Eli e Wild Billy disputam uma competição para saberem quem vai herdar a fortuna do recém-falecido pai e fundador da cidade. Eli é pregador e missionário do Exército da Salvação e quer usar o dinheiro da herança para melhorar a cidade, sendo auxiliado por duas crianças órfãs - Marcus e Roxane - e pela professora Jenny. Já Wild Billy é um pistoleiro bêbado e temido pela pontaria. O prefeito e testamenteiro Ragsdale interfere na competição pois deseja roubar a herança e pede a bandidos para darem cabo dos dois irmãos durante a disputa. Mas o pai deles, Jasper Bloodshy, está vivo e, ao descobrir os planos do prefeito desonesto, tenta secretamente ajudar os filhos, com o auxílio do mordomo Mansfield. Enquanto ocorre a disputa, uma corrida em cinco etapas (ferrovia, com uso das minilocomotivas apelidadas de "Burros de Ferro" (Iron Donkey), canoa, escalada, ponte de cordas e carroça de feno), através dos rios, montanhas e desertos, o xerife Denver tenta resolver suas diferenças com seu desafeto Rattlesnake, mas são constantemente atrapalhados por diversos acidentes e trapalhadas.